# Grúzia
Grúzia vagy Georgia (grúz nyelven: საქართველო /kiejtéseⓘ Szakartvelo) állam a Kaukázusban, Kelet-Európa és Délnyugat-Ázsia határán, a Fekete-tenger keleti partján. A mintegy 3,7 milliós népességű ország demokratikus, félelnöki köztársaság. 1922-től 1991-ig a Szovjetunió egyik tagállama volt, ma az Európa Tanács, a Fekete-tengeri Gazdasági Együttműködés, az Európai Biztonsági és Együttműködési Szervezet, a WTO tagja és integrációra törekszik az Európai Unióval (melynek 2023 óta tagjelöltje), valamint a NATO-val.
A grúz kultúra gazdag és ősi gyökerei háromezer évre nyúlnak vissza az időben. A bor termelése Grúziában a történelem előtti időkben kezdődött, és máig az ország gazdaságának fontos részét képezi. Az ország évezredeken keresztül nagyhatalmak határvidéke volt, a grúz nép mégis fennmaradt, sőt a 12. század környékén Grúzia maga is regionális nagyhatalmi státuszra tett szert. Lakóinak túlnyomó többsége ortodox keresztény.
Északi szomszédja Oroszország, délről Törökország és Örményország, keletről Azerbajdzsán határolja. Területe földrajzi-éghajlati szempontból igen változatos, egyaránt vannak magashegyvidéki és szubtrópusi éghajlatú részei.

## Neve
A nép- és országnév minden változata ugyanabból az alapalakból lett, az ókori Ibéria királyság helyi nevéből: Kartli. Jelenleg is így nevezik az ország egyik történelmi régióját. A grúzok önmagukat kartvelinek, országukat Szakartvelónak nevezik. A középperzsa nyelvben Varkana néven ismerték, ebből lett az újperzsa Gurgán. Az utóbbi a görögben lett Georgia, a szír nyelvben pedig Gurzán, majd Gurziya. A grúzok és Grúzia a közhiedelemmel ellentétben nem orosz eredetű szavak, de orosz közvetítéssel került a magyar nyelvbe.
Európa nem szláv nyelveinek többsége (így a régi szövegekben a magyar nyelv is) a Georgia nevet használja. A magyar nyelvű forrásokban mindig is megvolt a kettősség az elnevezésre. Korábban (még a 1930-as években is) a lexikonok és más leírások is a Georgia formát használták inkább. (A 19. század legvégén megjelent Pallas nagy lexikonában és a 20. század elején megjelent Révai nagy lexikonában még a Georgia név alatt található csak szócikk, a Grúzia bejegyzésnél annyi áll: „Georgia orosz neve”.) A Grúzia alak ezzel együtt valamelyest gyakoribb volt; valószínűleg a szocializmus éveiben vált uralkodóvá.
A Grúzia elnevezés helyett az állam hivatalos képviselői arra törekednek a 2000-es évek közepétől, hogy a hivatalos kapcsolatok során a Georgia elnevezés váljék újra használatossá. Egyes magyar sajtóorgánumok ennek megfelelően a Georgia elnevezést használják, a köztudatban viszont az ország neve Grúziaként ismert, Georgia (IPA: [ˈdʒɔrdʒə]) pedig az USA egyik államának a neve, amellyel írásban összetéveszthető. A grúz diplomáciának a Georgia magyar nyelvi használatára vonatkozó kérését az MTA Nyelvtudományi Intézete és a Földrajzinév-bizottság 2009. őszi határozata sem támogatta (ezt a 2009. december 14-i 69/644. (2009.XII.14.) FNB. Áf.-ban, majd a 2010. június 21-i 71/655. (2010.VI.21.) FNB. Áf.-ban ismét megerősítette). Szaakasvili 2011. májusi látogatása alkalmából Schmitt Pál az országot Georgiának nevezte. 2011-ben a georgiai fél ismételt kérései után a Külügyminisztérium arról tájékoztatta a Földrajzinév-bizottságot, hogy a tárca szempontjából nincs akadálya a Georgia/georgiai elnevezések használatának. A Földrajzinév-bizottság tudomásul vette a minisztérium gyakorlatát, de a saját korábbi döntéseit tekinti érvényesnek.
| Abházia Oroszországi Föderáció Dél-Oszétia Azerb. Adzsaria Törökország Azerb. Örményo. TBILISZI Szuhumi Zugdidi Kutaiszi Chinvali Poti Szupsza Gori Batumi Ahalcihe Rusztavi Ahalkalaki Fekete-tenger Mtkvari N a g y - K a u k á z u s Kis- Kaukázus Skara Pankiszi-szoros |
| térkép szerkesztése |

## Földrajz

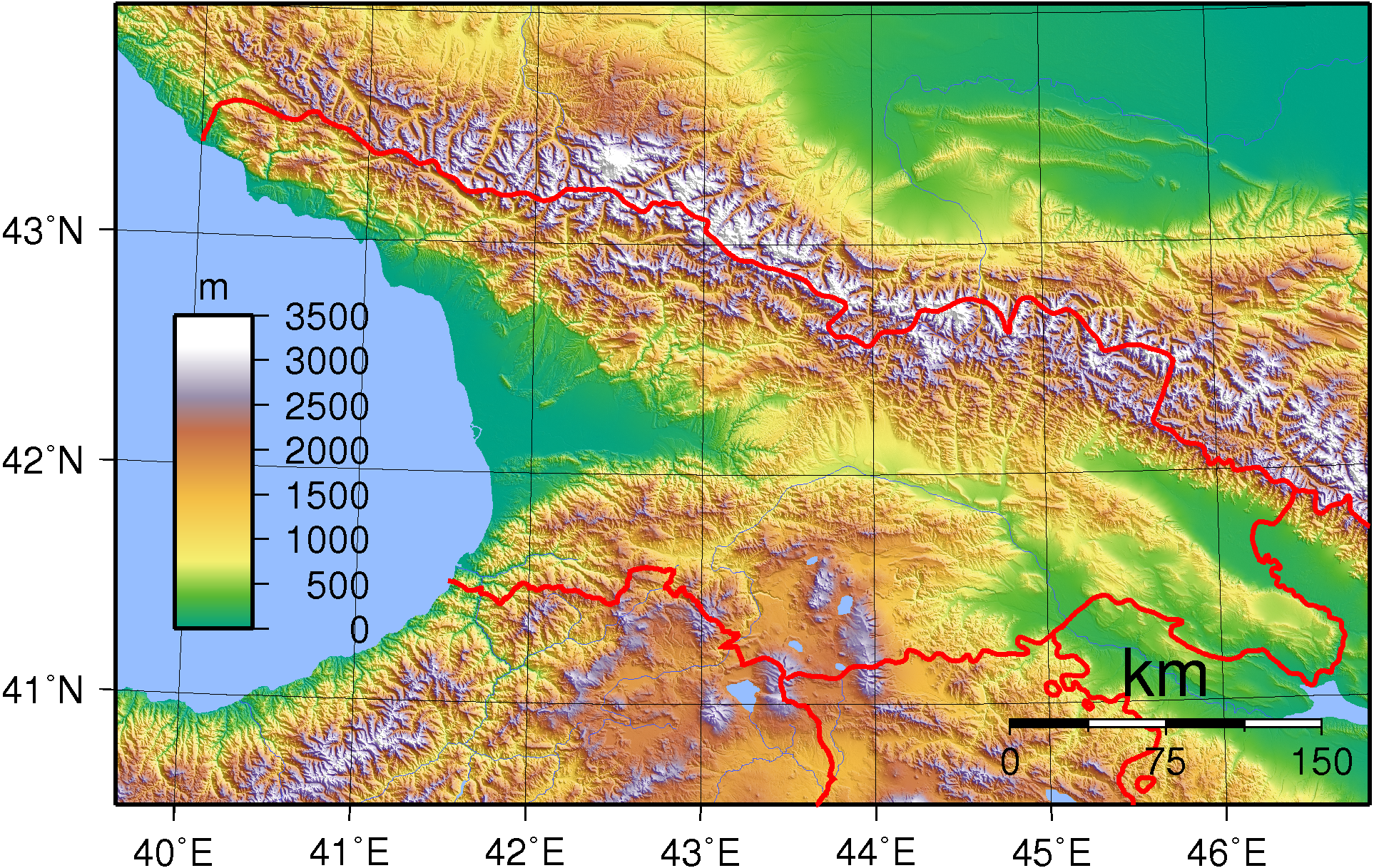
Domborzati térképe
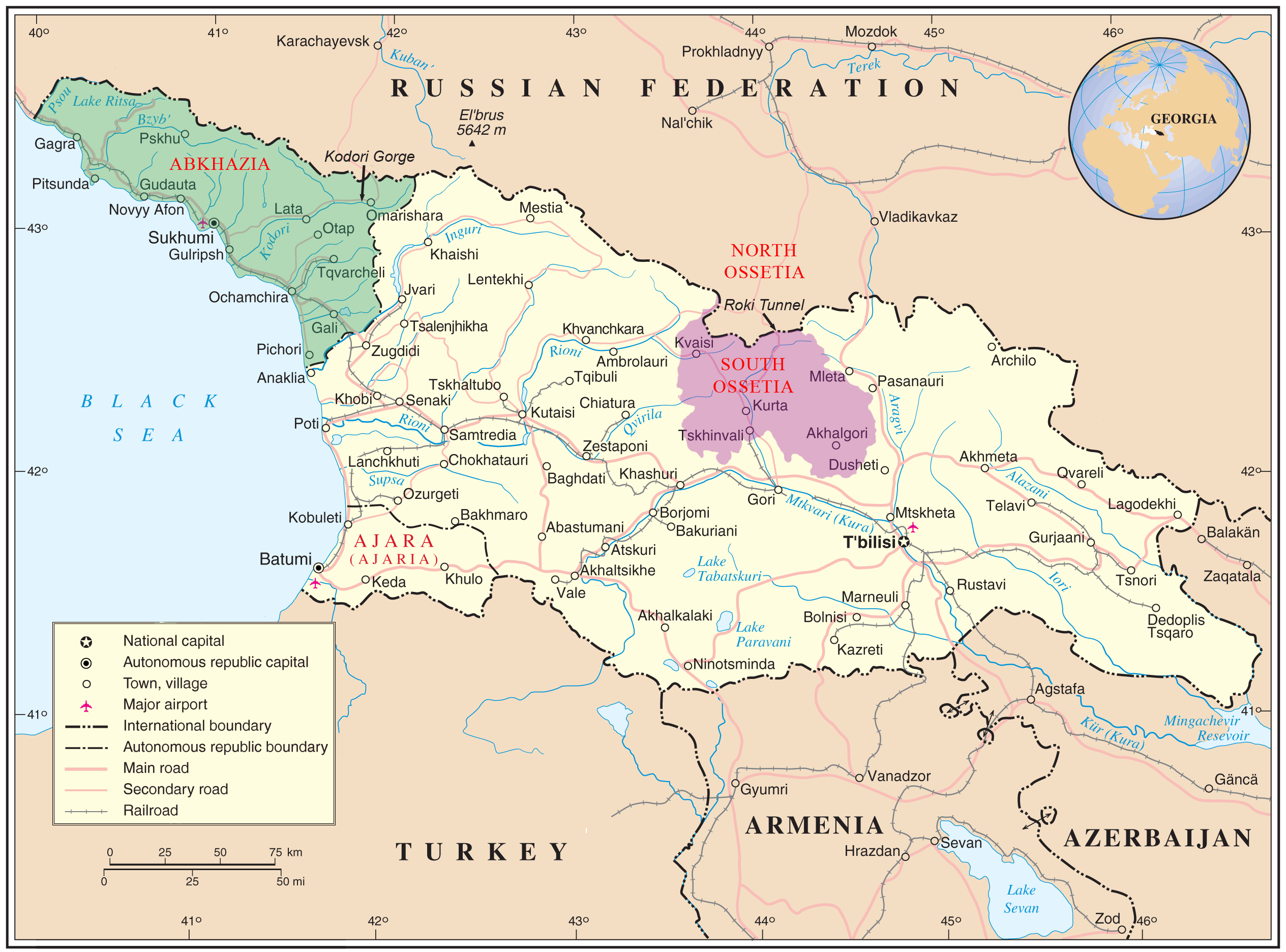
Politikai térképe
Fő közlekedési utak (angol)
Éghajlati térképe a Köppen-osztályozáson (angol)
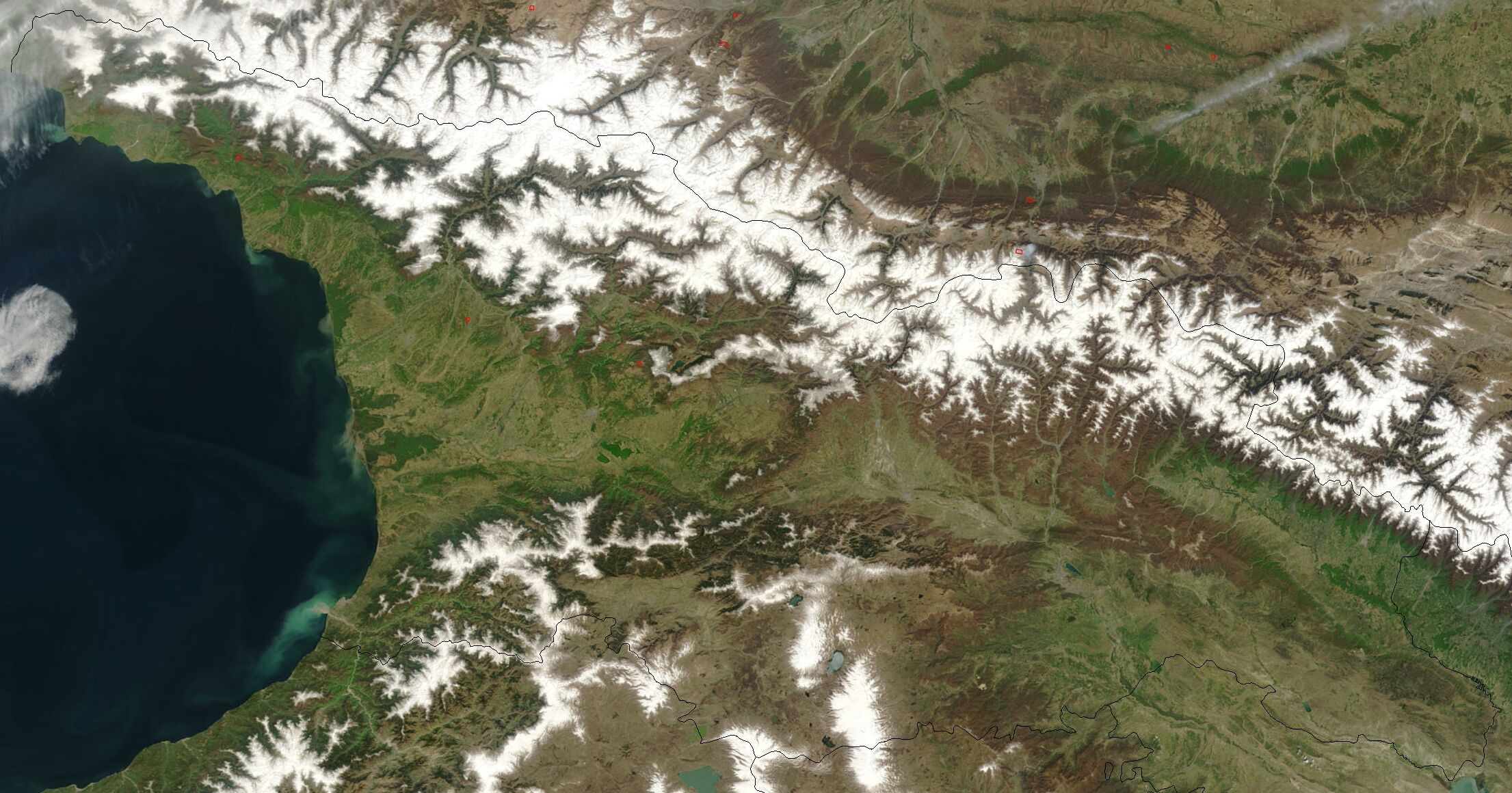
Műholdas képe (2003. május)

### Domborzat
Északon a Kaukázus, délen a Kis-Kaukázus láncai húzódnak, közöttük fekszik a Rioni folyó völgye, az úgynevezett Kolkhisz, amely a Fekete-tengerhez fut ki.

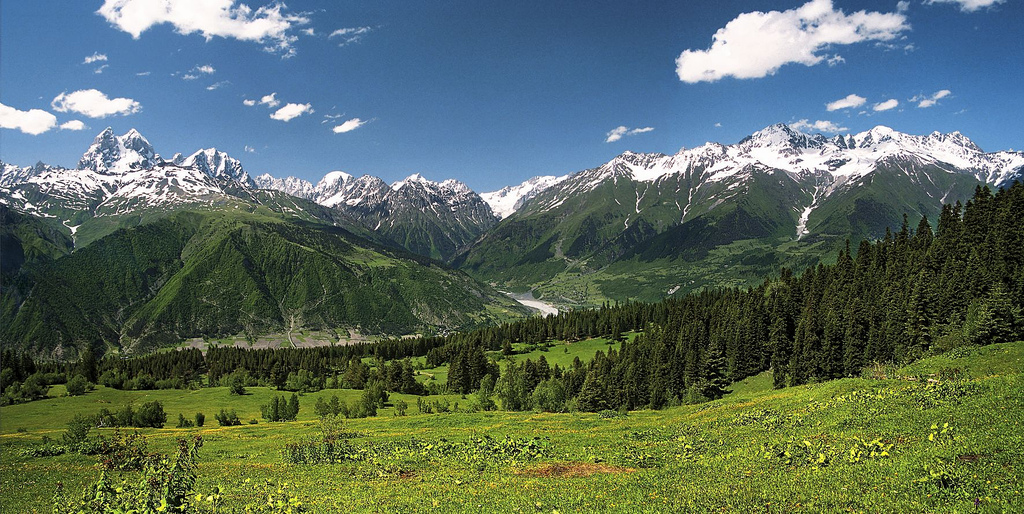
Észak-Grúzia, Szvanéti régió

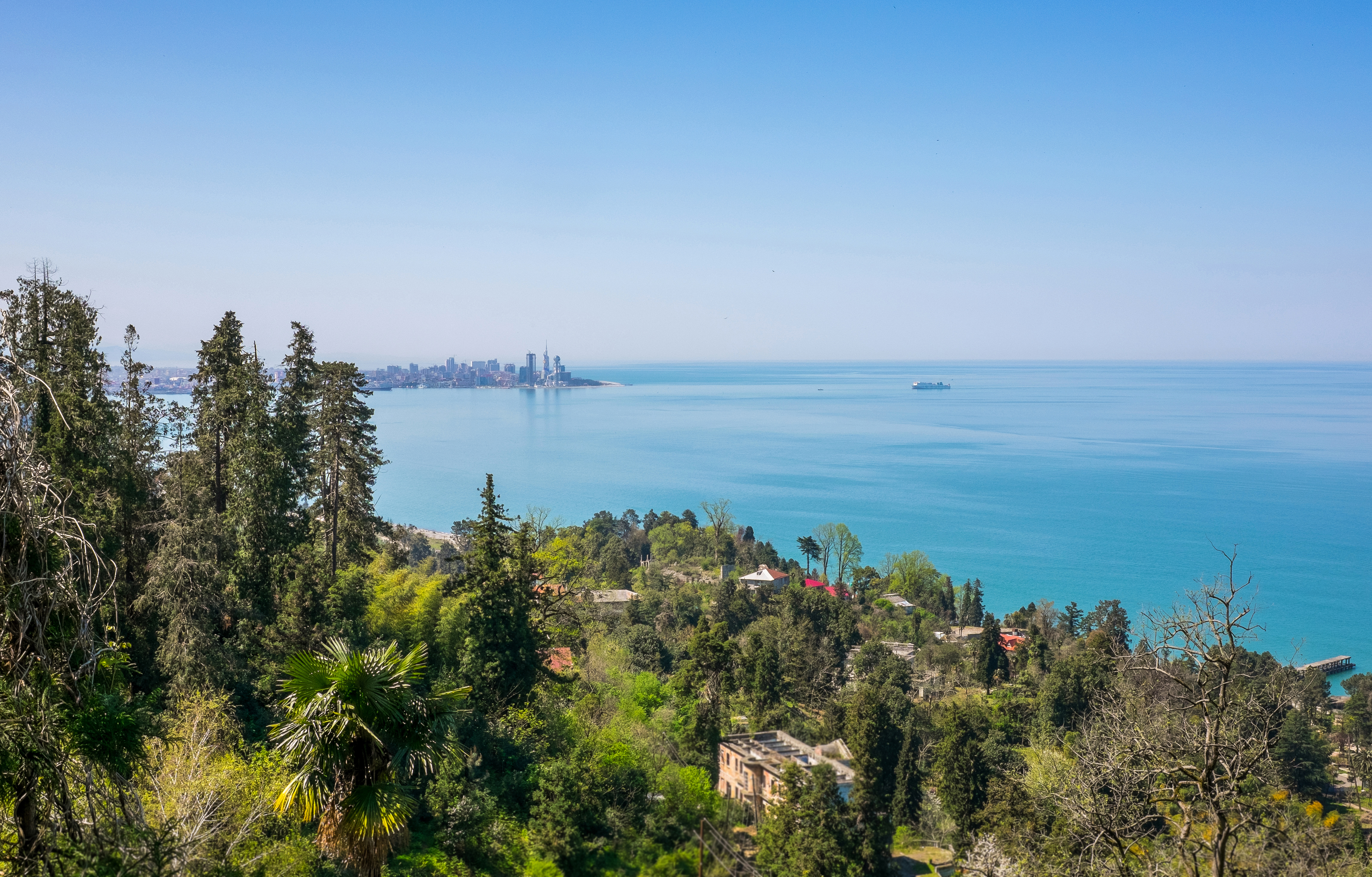
Nyugat-Grúzia, Batumi

Északon Grúziának 723 kilométer hosszú közös határa van Oroszországgal, pontosabban az Észak-kaukázusi szövetségi körzettel. A következő oroszországi köztársaságoknak és területeknek van határa Grúziával (nyugatról kelet felé haladva): Krasznodari határterület, Karacsáj- és Cserkeszföld, Kabard- és Balkárföld, Észak-Oszétia, Ingusföld, Csecsenföld, Dagesztán. A grúz–azeri határ 322 kilométer hosszú délkeleten, délen 164 kilométernyi a grúz-örmény, délnyugaton pedig 252 kilométer a grúz–török határ.
Grúziát az Észak-Kaukázus orosz területeitől a Nagy-Kaukázus hegyvonulatai választják el. Az ország déli területeit a Kis-Kaukázus szegélyezi. A Kaukázus fő vonulatai jóval magasabbak a Kis-Kaukázus hegyeinél, 5000 méternél is magasabbra nyúlnak a tengerszint fölé.
Grúzia legmagasabb hegye az 5201 méteres Skara, amelyet az 5051 méteres Dzsangi-Tau követ. Más kiemelkedő csúcsok: a Kazbek (5047 méter), a Tetnuldi (4974), a Sota Rusztaveli-hegy (4960), az Ushba (4710) és az Ailama (4525 méter). Ezek közül csak a Kazbek vulkanikus eredetű. A Kazbek és a Skara közti, csaknem 200 kilométer hosszan elnyúló régióra jellemző a nagyszámú gleccser.
A Kis-Kaukázus számos, többnyire vulkanikus eredetű hegyláncból áll, amelyek nem emelkednek 3400 méternél magasabbra. A térség jellemző helyei: a Dzsavakethi vulkanikus fennsíkja, ásványvíz- és hévízforrások és számtalan tó, köztük a Tabatskuri és a Paravani.
A Kaukázus és a Kis-Kaukázus hegyláncát Grúzián belül összeköti a Likhi-hegység. Ez két, eltérő jellegű tájra bontja az országot. Nyugat-Grúzia (az ókorban Kolkhisz) lényegesen csapadékosabb, mint Kelet-Grúzia (az ókori Ibéria).
Grúziában, azon belül Abháziában vannak a világ legmélyebb ismert barlangjai: a Gagrai-hegységben, az Arabika-masszívumban található a jelenlegi világranglista első három sorában szereplő aknabarlang, illetve rendszer. 2017-ben került az első helyre az Alekszandr Verjovkin-barlang, 2204 m-es mélységével. 2001-től 2017-ig volt listavezető a Kruber-Voronyja-barlang*, pontosabban ma már öt külön-külön feltárt, majd egymással összekötött barlang rendszere, Kruber-Voronyja-Arabikszkaja néven. *Első nevét még 1960-ban, Alekszandr Kruber geográfus tiszteletére kapta. E rendszer függőleges kiterjedése ma 2199 m, amelyből búvárkészülék használata nélkül 2083 m járható be. A harmadik legmélyebb a Szarma-barlang, 1830 m-rel.
A negyedik pedig a Sznyezsnaja-barlang négytagú rendszere, 1760 m mélységgel, amely a szomszédos Bzibi-hegység méhében rejtőzik. Csak ezek után következnek a világ összes többi aknabarlangjai. Ugyanakkor természetesen e két említett hegységben még sok, 1000 m-t meghaladó vagy megközelítő mélységű barlang ismert. Így például a Vjacseszlav Pantyuhin-barlang mélysége 1485 m (egy másik adat szerint 1508 m), amivel a világranglista 12. (vagy 10.) helyén szerepelhet. A vele hidrológiai kapcsolatban lévő Boguminszkaja-barlanggal való járható összeköttetés megteremtése esetén a teljes mélység 1700 m-t jóval meghaladó lenne.
Abházia barlangjainak feltárását túlnyomó részben orosz és ukrán amatőr barlangkutatók végezték, ezért nem lehet csodálkozni azon, hogy az elnevezések is orosz nyelvűek.
E hegységek nemcsak a rekorder aknabarlangokról, hanem a nagy hozamú hegylábi, tengerparti és tenger alatti karsztforrásokról is nevezetesek. Ezek legnagyobbika a Mcsista-forrás, amely a Bzibi-hegységre hulló csapadékvíz jó részét juttatja ismét a felszínre. Óriási árvízi hozama (mintegy 200 m³/s) alapján ez szintén az egész világ legnagyobb karsztforrásai közé tartozik.

### Vízrajz
Legnagyobb víztározója a Dzsvari mellett az Enguri vízerőmű víztározója. Grúzia fő folyói a Rioni és a Mtkvari.

### Éghajlat

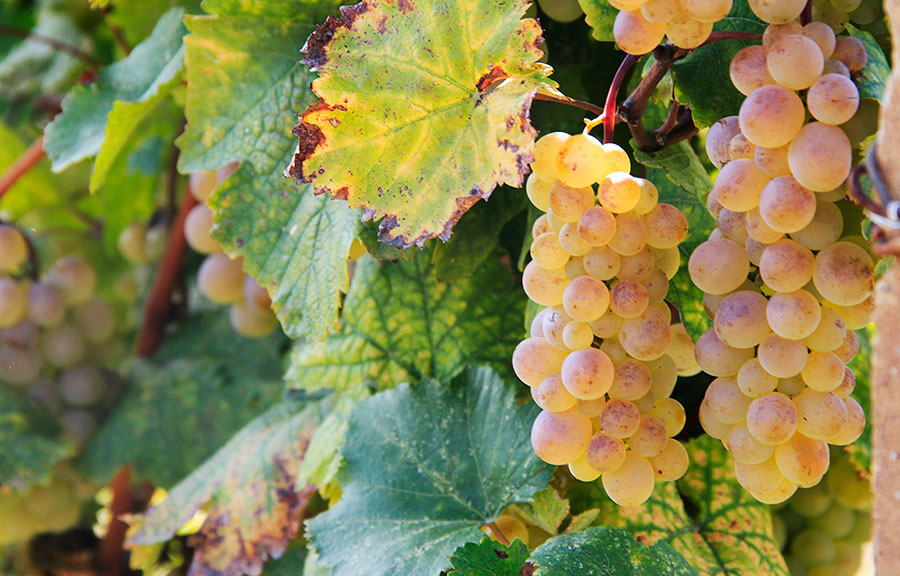
Az éghajlat a bortermeléshez kiváló, a grúz borok feltehetően a történelem legrégebbi borai

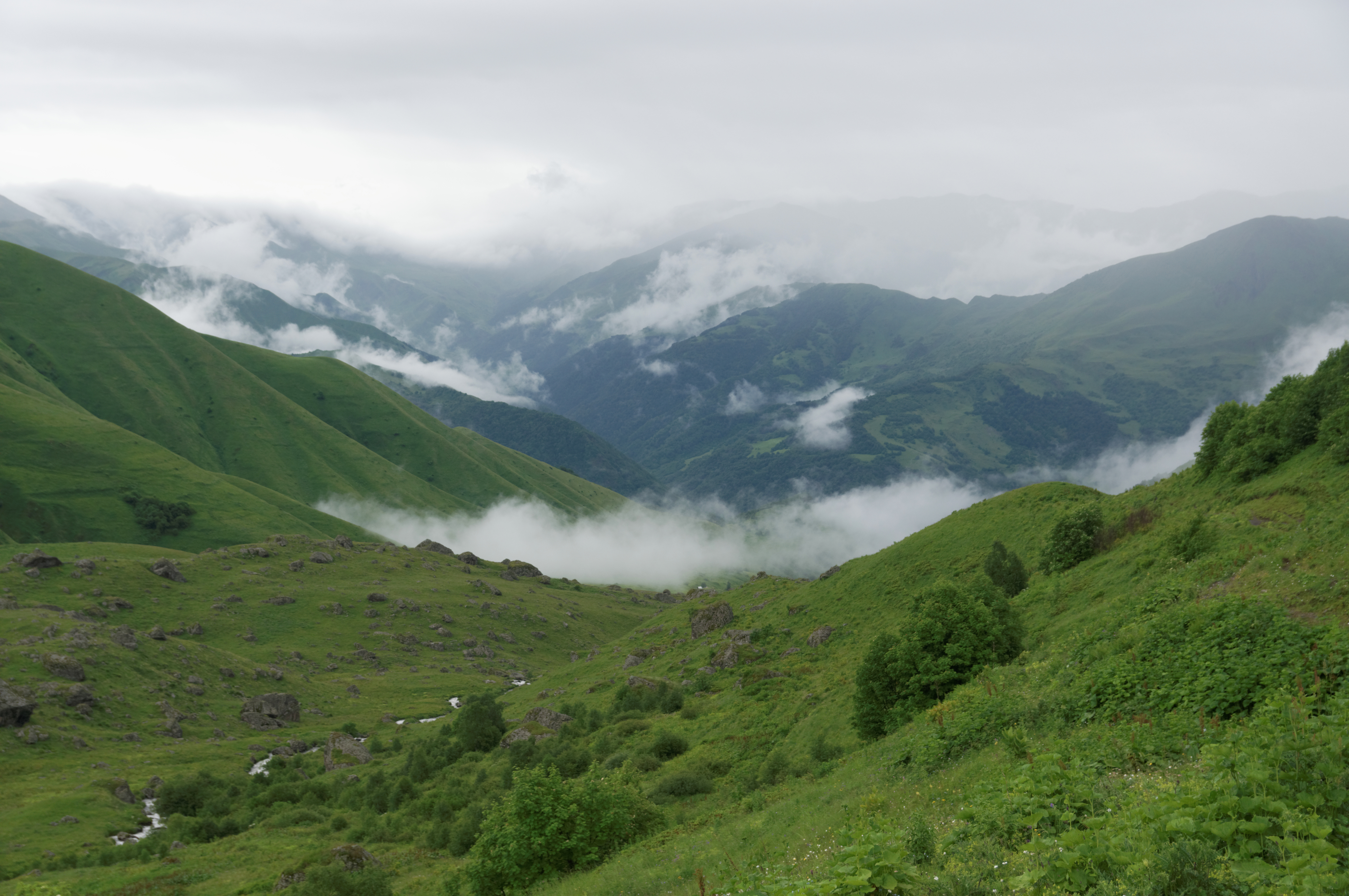
Tájkép Grúzia északkeleti hegységeinél, Kazbegi Nemzeti Park

Grúzia éghajlata területéhez mérten szinte szélsőségesen változatos. Két fő éghajlati zónája van, amelyek határa a Likhi-hegység. Ez osztja keleti és nyugati részre az országot. A Nagy-Kaukázus hegylánca fontos éghajlat-alakító tényező, mert elzárja az országot a hideg északi légáramlatok elöl. A déli Kis-Kaukázus ugyanakkor az Ázsia felől érkező forró és száraz légtömegek hatásaitól óvja Grúziát.
Nyugat-Grúzia jelentős része a nedves szubtrópusi zóna északi határterülete, az éves csapadék itt 1000 és 4000 milliméter között van. A csapadék nagyjából egyenletesen oszlik el az évben, bár az ősz gyakran különösen esős. Az egyes területek klímája jelentősen függ a magasságtól, az alacsonyabban fekvő vidékek egész évben viszonylag melegek, a Nagy- és a Kis-Kaukázus lejtőin viszont hűvös, csapadékos nyarak és havas telek váltják egymást (sok helyen a hótakaró vastagsága gyakran a 2 métert is eléri). A Kaukázus legnedvesebb része Adzsaria, ahol a Kobuletitől keletre elhelyezkedő Mtirala hegy évente 4500 milliméter csapadékot kap.
Kelet-Grúzia éghajlata átmenet a nedves szubtrópusi és a kontinentális klíma között. A Fekete-tenger felől érkező nedves légtömegek és Közép-Ázsia száraz légtömegei egyaránt befolyásolják. A nyugati hatásokat részben blokkolják a Likhi és a Mesketi hegyláncai. Az éves csapadék jóval alacsonyabb, mint Nyugat-Grúziában, 400 és 1600 milliméter közt váltakozik, a régiótól függően. A legcsapadékosabb a tavasz és az ősz, a nyár és a tél száraz. Kelet-Grúzia jó részében a nyár forró (különösen az alacsonyan fekvő területeken), a tél pedig viszonylag hideg. A tengerszint feletti magasság itt is fontos szerepet játszik a hőmérsékleti viszonyok kialakításában. A 2000 méter feletti magasságokban még nyáron is gyakori a fagy.

### Élővilág, természetvédelem
Az alacsonyan fekvő vidékekről a mezőgazdaság és az urbanizáció csaknem teljesen kiszorította az egykor hatalmas erdőségeket. Ezek maradványai lényegében csak a természetvédelmi területeken találhatók. Kelet-Grúzia egykori füves pusztáit is elfoglalta mára a mezőgazdaság. A megművelt alacsonyan fekvő vidékek fölött a lombhullató erdők öve mintegy 1500 méter magasságig tart. Efölött húzódik a fenyvesek öve nagyjából 1800 méter magasságig. Az alpesi legelők az örök hó birodalmáig, mintegy 3300 méter magasságig tartanak.
Állatvilágára az európai fajokon kívül az ázsiai elterjedésű fajok megjelenése jellemző. Mivel Grúzia nagyon változatos tájképpel és élőhelyekkel rendelkezik, nagyszámú állatfaj él itt, összesen mintegy 1000 gerinces, 330 madár, 160 halfaj, 48 féle hüllő és 11 kétéltű faj. A rágcsálófauna igen gazdag, több bennszülött fajjal. Megtalálható pl. a kaukázusi mókus, a törpe ürge, az erdei pele, a kaukázusi pocok és a tamariszkegér. Az erdőkben többféle nagyragadozó él, mint a szürke farkas, aranysakál, barnamedve, a hiúz, a ritkán látott perzsa leopárd és az Oroszországból betelepített nyestkutya. A párosujjú patások közül a gímszarvas, az európai őz, a magasabb helyeken a zerge jellemző.  A gerinctelen fajok száma is magas, de a különböző publikációk eltérő számokat közölnek. Pókokból például 501 faj él Grúziában.

#### Természeti világörökségei
Tájainak változatossága ellenére az UNESCO nem tart számon itt természeti világörökséget.

## Történelem
A mai Grúzia területén ősidők óta élnek emberek. 

Kolkhisz és az Ibériai Királyság Kr. e. 600 és Kr. e. 150 között

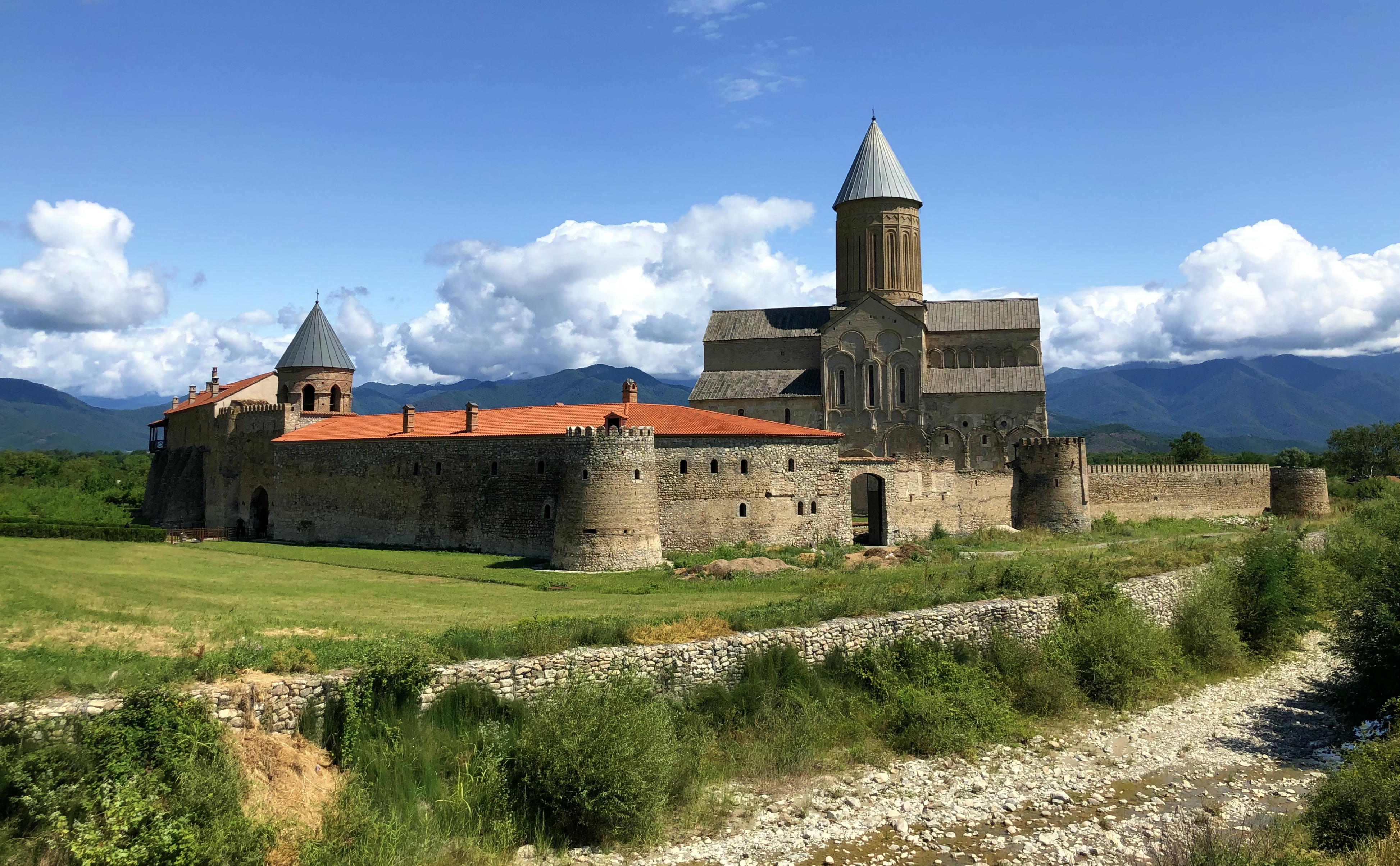
11. századi erődítmény templommal, Kakhétia

A Kaukázus régiója 1124-ben

A Kr. e. 6.–Kr. e. 4. században rabszolgatartó társadalmon alapuló királyságok jöttek létre: keleten és délen a Kaukázusi Ibéria (a későbbi Kartli), nyugaton Kolkhisz (Kolhida) királysága, amelyek kulcsszerepet játszottak a grúz nép kialakulásában.
A görögök a perzsákkal vívott háborúik során több alkalommal feldúlták a területet; Xenophón, görög hadvezér Kr. e. 4. században elfoglalta a déli részeket. A ránk maradt feljegyzésekből beszámolt a gazdag és nagy lélekszámú városokról, a kézműipar fejlettségéről, a csodálatos kindzsálokról (tőrökről) és a grúzok hősiességéről. A görög hatás Nagy Sándor alatt érte el tetőpontját. A hellenizmus terjedt Grúziában is, nagyobb szerephez jutott a görög nyelv és írás. Nagy Sándor halála után a birodalom szétesett, Kelet-Grúziában megalakult az Ibériai Királyság (Kartli), melynek fővárosa Mcheta, és független lett ismét a nyugat-grúziai Kolkhisz is.
Később a Kaukázuson túl élő népek feletti uralomért az ókorban és a középkorban állandó küzdelem folyt a Perzsa és a Római, illetve a Bizánci, majd az Oszmán Birodalom között.
A középkorban a 12–13. század fordulóján I. Tamar (Tamara) grúz királynő uralkodása jelentette Grúzia fénykorát.
A 19. század közepéig tartó török-orosz, valamint a orosz-perzsa háború eredményeként a terület feletti ellenőrzést a 19. század végén az Orosz Birodalom szerezte meg.

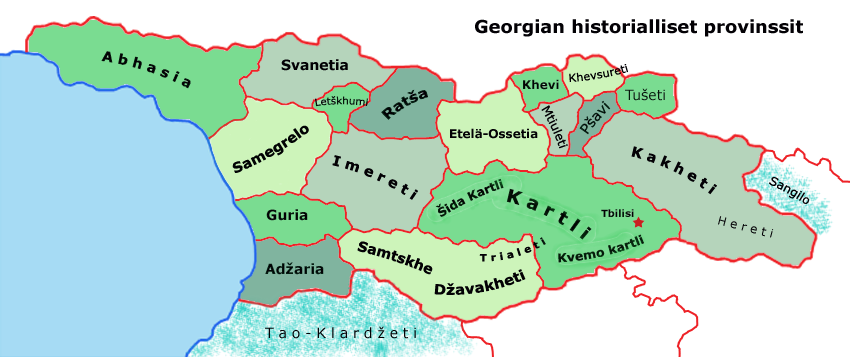
A mai Grúzia történelmi régiói

A Grúz SZSZK zászlaja

Grúzia zászlaja 1918–21 és 1991–2004 között

A független Grúziát 1918-ban kiáltották ki. Az ország függetlenségét 1920-ban Szovjet-Oroszország is elismerte, de 1921-ben az abháziai és adzsáriai felkelések leverésére szovjet-orosz csapatok szállták meg az országot, melynek következtében 1922-ben Grúz Szovjet Szocialista Köztársasággá vált. 1922 decemberében Azerbajdzsánnal és Örményországgal megalakították a Kaukázusontúli Szovjet Szövetségi Szocialista Köztársaságot, amely a Szovjetunió alapító tagja lett. 1936-ban vált szét a három köztársaság, és Grúziát a Szovjetunió egyik önálló tagköztársaságává nyilvánították.
A Mihail Gorbacsov által 1991. március 17-én a Szovjetunió megújításáról kiírt népszavazást a grúz szovjet köztársaság bojkottálta, de Abházia lakosságának 52,3%-a, gyakorlatilag az összes nem grúz, részt vett rajta, és túlnyomó többségük (98,6%) az unió fenntartására szavazott. A március 31-én Grúzia függetlenségéről tartott népszavazást viszont a nem grúzok bojkottálták. A grúz lakosság nagy többsége Grúzia függetlenségét támogatta. Ennek nyomán 1991. április 9-én Grúzia kikiáltotta függetlenségét a korábbi disszidens, Zviad Gamszahurdia vezetésével.
Gamszahurdia nagyon gyorsan népszerűtlenné vált, és decemberben a Grúz Nemzeti Gárda megszállta Tbilisziben a kormányzat hivatalait Tengiz Kitovani parancsára. Az államcsíny után néhány héttel, 1992 januárjában ő is lemondásra kényszerült. Eduard Sevardnadze korábbi szovjet külügyminiszter, akinek nagy szerepe volt a Szovjetunió lebontásában, váltotta fel a grúz elnöki székben Gamszahurdiát. Ezzel a kormányzatban a keményvonalas grúz nacionalisták kerültek döntő pozíciókba.
1992. február 21-én a Grúziát uraló katonai tanács érvénytelennek nyilvánította a szovjet időszak alkotmányát és ismét hatályba helyezte az 1921-es alkotmányt. Sok abház úgy tekintett erre a lépésre, mint autonómiájuk felszámolására. 1992. július 23-án a szakadár abház rezsim kikiáltotta a függetlenségét Grúziától, bár ezt a lépést más hatalom nem ismerte el. A grúz kormányzat Gamszahurdia híveit vádolta a belügyminiszter elrablásával és fogságba vetésével Abháziában. 3000 katonát vezényelt a térségbe a rend helyreállítására. Súlyos harcok bontakoztak ki Tbiliszi erői és az abház milícia között Szuhumiban és környékén. Az abház hatóságok elutasították Grúzia igényeit és invázióról beszéltek. Az egyhetes harc számos sebesülést eredményezett mindkét oldalon. Végül a grúz kormány erői ellenőrzésük alá vonták Abháziát és elvágták a régiót a külvilágtól.
Az abházok katonai veresége vezetett egy sajátos szervezet megalakulásához. A Kaukázusi Hegyi Népek Konföderációja Észak-Kaukázus oroszbarát mozgalmainak gyűjtőszervezete volt. Részt vettek benne csecsenek, kozákok, oszétok, Oroszországból érkezett önkéntesek százai. Itt tevékenykedett Samil Baszajev, aki később a Moszkva-ellenes csecsen szakadárok egyik vezetője lett. Ők támogatták az abház szeparatistákat a grúz kormányzat ellenében. Beszámolók szerint reguláris orosz erők is beavatkoztak a szakadárok oldalán. Szeptemberben az abházok és orosz önkéntesek a tűzszünet megsértésével megtámadták Gagrát, és Abházia jelentős részét megtisztították a grúz erőktől. Sevardnadze kormányzata Oroszországot gyanúsította a lázadók támogatásával, Grúzia területi épségének megbontásával, a grúz–orosz határ frontvonallá változtatásával. 1992 végére a lázadók ellenőrzésük alá vonták Abházia Szuhumitól északnyugatra eső részét.
A konfliktus megoldatlan maradt 1993 júliusáig, amikor abház lázadók sikertelen támadást indítottak a grúz kézen levő Szuhumi ellen. Körülvették és lőtték a várost, ahol Sevardnadze csapdába esett. Július végén a grúzok győztesnek tekintették magukat. 1993 szeptember közepén az abházok újabb támadást indítottak. Tíznapos súlyos harc után 1993. szeptember 27-én elfoglalták Szuhumit. Sevardnadze éppen csak megszökött a halál elől, miután tarthatatlanná vált helyzete a városban. Akkor döntött a menekülés mellett, mikor a szeparatista mesterlövészek lőni kezdték a szállodát, ahol lakott. Abházok, észak-kaukázusi önkéntesek és szövetségeseik számos atrocitást követtek el a városban maradt grúzokkal szemben, ez a szuhumi mészárlás. A tömeggyilkosságok és rombolások még két hétig folytatódtak, ezerszámra haltak meg és tűntek el az emberek.
Eduard Sevardnadze államelnök ezután igyekezett mérsékelt politikát folytatni, de Abházia, Adzsaria és Dél-Oszétia önállósulása mellett a gyenge kormányzati hatalom és a fegyveres erők nem egyértelmű helyzete is szerepet játszott a bizonytalan belpolitikai életben. Mindezek ellenére Grúzia nemzetközi megítélése kedvező volt, különösen a piacgazdasági reformok terén.

### 21. század
2003-ban kitört a „rózsás forradalom”, mely az ellenzéket juttatta hatalomba, Eduard Sevardnadze ellenállás nélkül mondott le. A nacionalista Miheil Szaakasvili lett az új államfő. A Moszkva által tovább szított belpolitikai feszültségek megmaradtak, csakúgy, mint a demokratikus politikai kultúra hiánya. A grúz parlament sokszor vált igen éles konfliktusok színterévé, Szaakasvili és pártja többször is rendkívüli állapotot vezetett be a sztrájkok és az ellenzék tüntetései miatt.
Az orosz–grúz háború (vagy másképp dél-oszétiai háború) 2008-ban robbant ki, egyik oldalon Grúzia, a másik oldalon Dél-Oszétia, Abházia és Oroszország között.
2012-ben a parlamenti választásokat a Grúz Álom nevű párt nyerte meg. 2016-ban újra nyert a szavazatok 48,61%-ával és a 150 parlamenti mandátumból 115 hellyel szupertöbbséget szerzett (77%). Ez a választási egyensúlytalanság a következő években a politikai és civil társadalmi viszályok egyik tényezőjévé vált.
Ukrajna 2022-es orosz inváziója során Grúzia diplomáciai és humanitárius támogatást nyújtott Ukrajnának, de nem csatlakozott más országokhoz az Oroszországgal szembeni szankciók bevezetéséhez. A háború kezdete óta Grúzia vezeti azon országok listáját, ahová az orosz értelmiségiek elmenekültek. Az oroszok 2015 óta legalább egy évig tartózkodhatnak Grúziában vízum nélkül, így a háborús behívó elől menekülve sok orosz állampolgár ide költözött.
A 2024-es grúz parlamenti választás eredményének kihirdetését követően, csalást kiáltva hatalmas tüntetések robbantak ki. Orbán Viktort, aki a külföldi kormányfők közül elsőként sietett ide és gratulált a magát győztesnek kikiáltó, 12 éve hatalmon lévő, Grúz Álom nevű kormánypártnak és vezetőjének, a tüntetők fütyülték ki. A mindennapi tüntetések folytatódtak és az év végére komoly belpolitikai válság alakult ki.

## Politika és közigazgatás

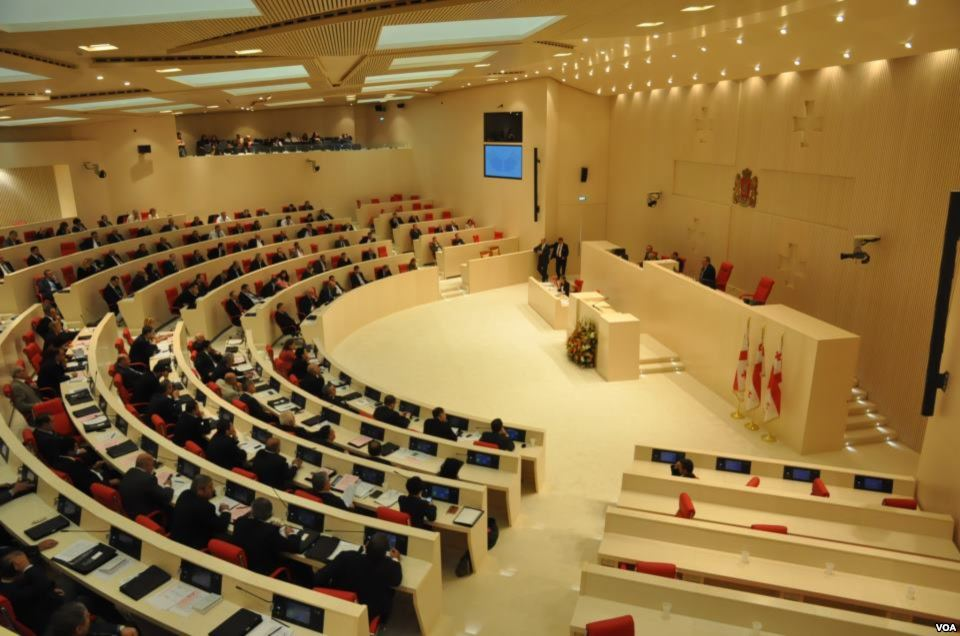
A parlament ülésterme Kutaisziban

Grúzia egy képviseleti demokrácián alapuló parlamentáris köztársaság.
Az 1995-ös alkotmány szerint az elnök az államfő és a fegyveres erők főparancsnoka. 2017 szeptemberében módosították az alkotmányt, mely az elnök jogköreit a korábbiakhoz képest jelentősen korlátozza.

### Törvényhozás, végrehajtás, igazságszolgáltatás
A törvényhozási hatáskör a grúz parlamentre tartozik. Egykamarás és 150 tagja van. A parlamenti képviselőket négy évre választják.
A 2018-ban tartott elnökválasztás első fordulójában egyik jelölt sem érte el a szükséges 50%-os támogatottságot. A november 28-án megtartott második fordulót a kormányzó Grúz Álom párt által is támogatott, de független jelöltként indult Szalome Zurabisvili nyerte (59,52%). A Miheil Szaakasvili korábbi elnök által alapított Egyesült Nemzeti Mozgalom nevű ellenzéki párt jelöltje, Grigol Vasadze 40,48%-ot ért el. A most megválasztott államfő mandátuma hat évre szól. Szalome Zurabisvilit 2018. december 16-án ünnepélyesen beiktatták hivatalába. Beiktatásával életbe lépett az új alkotmány, és ezzel befejeződött az átállás a parlamentáris kormányzati formára.
A 2018. évi volt az utolsó közvetlen elnökválasztás az ország történetében. Ezt követően, 2024-ben az államfőt már egy 300 főből álló küldöttgyűlés választotta meg.

### Jogállamiság
A Grúz Álom (GD) által támogatott független jelölt, Szalome Zurabisvili 2018 decemberi elnöki beiktatásával az alkotmánymódosítások hatályba léptek, és Grúzia félelnöki rendszeréről parlamentáris rendszerre való átállása befejeződött, és a végrehajtó hatalom a miniszterelnök kezébe került. A GD kormánypártként folytatta elődei szokását, és alkotmányos többségét arra használta fel, hogy az alkotmányt saját érdekei szerint alakítsa át.
A hatalmi ágak formális szétválasztása ugyan megtörtént, de végrehajtása 2016 óta romlott. A hatalom koncentrációja a GD vezetésében lehetővé tette számára, hogy indokolatlan befolyást gyakoroljon a kulcsfontosságú közintézményekre, és megakadályozza őket abban, hogy függetlenül lássák el szerepüket. 2020 táján az „informális kormányzás” elérte a rendszerszintet, és a milliárdos Bidzina Ivanisvilihez  lojális embereket neveztek ki mindhárom hatalmi ágban a magas rangú pozíciókra.
1991 óta minden grúz kormány megpróbált visszaélni a szovjet időkből örökölt, alárendelt igazságszolgáltatással. Az igazságszolgáltatás átpolitizálása továbbra is Szaakasvili és a GD-adminisztráció egyik legsúlyosabb öröksége.
A 2020-as évek elején a magas szintű korrupció továbbra is kihívást jelent, amint azt számos nemzeti és nemzetközi megfigyelő jelentése is bizonyítja. Az ügyészségnek és az állambiztonsági szolgálatnak „nem sikerült” kivizsgálnia azokat a nagy horderejű korrupciós ügyeket, amelyekben a kormányzó GD tagjai és társaik érintettek.
A Freedom House 2024-es jelentése az országot a »részben szabad« kategóriába sorolta. Az előző években az ellenzéki pártok és tagok jelentős megfélemlítést, zaklatást és erőszakot tapasztaltak meg. 2022 őszén a Pirveli TV-csatorna olyan kiszivárgott dokumentumokról számolt be, amelyek újságírói szerint a grúz állambiztonsági szolgálat (SSG) megfigyelési tevékenységét mutatták be az ellenzéki pártok ellen.
A médiakörnyezet pluralista, de a kormányzat gyakran agresszív a kritikus újságírókkal szemben és nyomást gyakorol a független médiumokra. Az iskolaigazgatókra és a tanárokra is rendszeresen nyomás nehezedik, hogy a kormánypárt (Grúz Álom) mellett kampányoljanak a választásokon. 2023-ban széles körben elterjedt az a vád, hogy a kormány politikai nézeteik miatt akadályozta meg egyes iskolaigazgatók kinevezését.
2023-as demokrácia-indexében az Economist Intelligence Unit az országot továbbra is a „hibrid rezsim” kategóriába sorolta.

### Külkapcsolatok
Az ország 2011 óta NATO-jelölt, 2022. március 3-án pedig, nem sokkal a 2022-es ukrajnai orosz invázió kezdete után, jelezte az EU-tagság iránti igényét is. A csatlakozási feltételeket azonban (2024-ben) továbbra sem teljesíti, a Grúz Álom kormánypárt Nyugat-ellenessé vált, így elhalasztották EU-kérelmét.

## Közigazgatási beosztás
Az ország közigazgatási felosztása a legfelső szinten:
- Két autonóm köztársaság (Abházia, Adzsaria)
- Kilenc régió (mhare)
- A különleges státusszal rendelkező főváros, Tbiliszi
- A köztársaságok közül de facto független Grúziától Abházia, ahogy a hivatalosan Felső-Kartli régióhoz tartozó Dél-Oszétia is.

A régiókat kerületekre osztották tovább.
A nagy egységek:
| Grúzia régiói | 1. Abházia autonóm köztársaság (აფხაზეთის ავტონომიური რესპუბლიკა) 2. Szamegrelo-Felső-Szvanéti régió (სამეგრელოს და ზემო სვანეთის მხარე) 3. Guria régió (გურიის მხარე) 4. Adzsaria autonóm köztársaság (აჭარის ავტონომიური რესპუბლიკა) 5. Racsa-Lecshumi és Alsó-Szvanéti régió (რაჭა-ლეჩხუმის და ქვემო სვანეთის მხარე) 6. Imereti régió (იმერეთის მხარე) 7. Szamche-Dzsavaheti régió (სამცხე-ჯავახეთის მხარე) 8. Felső-Kartli régió (შიდა ქართლის მხარე) 9. Mcheta-Mtianeti régió (მცხეთა-მთიანეთის მხარე) 10. Alsó-Kartli régió (ქვემო ქართლის მხარე) 11. Kaheti régió (კახეთის მხარე) 12. Grúzia fővárosa, Tbiliszi (საქართველოს დედაქალაქი – თბილისი) |

Közepes területek:
- 67 kerület (მუნიციპალიტეტები – egyes szám)
- 6 független város (თვითმმართველი ქალაქები): Tbiliszi, Kutaiszi, Rusztavi, Poti, Batumi, Szuhumi

Települések:
- 55 város (ქალაქი)
- 50 kisváros (დაბა)
- 842 község (თემი)
- 165 falu (სოფელი)

### Politikai pártok
- Grúz Álom – Grúzia kormánypártja a 2010-es és 2020-as években

### Védelmi rendszer
A honvédelem teljes személyi állománya 26 900 fő, ebből 10 400 sorállományú. A szolgálati idő 18 hónap.

## Népesség

Grúzia népsűrűsége 2018-ban

Grúzia városai a lakosságuk mérete alapján

### Általános adatok
A népesség kb. 1990 óta csökken. 2019 októberében a becsült száma kb. 3,7-3,8 millió fő  (A népesség adata kizárólag az egységes Grúziában élők száma, a szakadár államok lakossága nélkül), az átlagos népsűrűség 54 fő/km² (Magyarországé 110 fő/km²).
A magashegységek miatt a terület kb. fele lakatlan vagy igen alacsony népsűrűségű. Ezzel szemben a Kolhidai-alföld igen sűrűn lakott (200–250 fő/km²) terület. A 800 m alatti régiókban él a lakosság 85,1%-a, 800–1600 m között 11,8%-a, 1600–2400 között már csak 3,1%-a. Ez a vertikális zonalitás.

### Népességének változása
| Lakosok száma | 2 000 000 | 3 540 589 | 4 044 460 | 4 993 029 | 5 400 841 | 4 742 251 | 4 573 192 | 3 729 500 | 3 720 400 | 3 694 600 |
|               | 1900      | 1939      | 1959      | 1979      | 1989      | 1995      | 1996      | 2014      | 2016      | 2024      |

### Legnépesebb települések
Grúzia még napjainkban sem tartozik a városiasodott országok sorába. 2017-ben a városi lakosság aránya 58% (Magyarországé 72%) A legtöbb városának lakossága – ahogy az ország lakossága is – a rendszerváltás óta csökkent.

A Kaukázus régiójának etnikumai

### Etnikai megoszlás
A népesség igen heterogén összetételű. 2014-ben a lakosság 86,8%-a a kaukázusi nyelvcsaládba tartozó grúz. Több százezer grúz él a szomszédos államokban, Azerbajdzsánban, Oroszországban, Észak-Oszétiában, Törökországban és Iránban.
Az etnikumok a 2014-es népsz. alapján:
- grúz 86.8%
- azeri 6.3%
- örmény 4.5%
- orosz 0.7%
- oszét 0.4%
- egyéb

### Etnikai, nyelvi megoszlás
A legelterjedtebb nyelvcsoport a kartvél család, amelybe a grúz, a szván, a mingrél és a láz nyelv tartozik.
Hivatalos nyelve a grúz, Abháziában pedig az abháznak van hivatalos státusza.

### Vallási megoszlás
A lakosság kb. 83,4 százaléka ortodox keresztény, többségük a nemzeti grúz ortodox egyházhoz tartozik. Jelentősebb vallási kisebbségek közé tartoznak a muszlimok (kb. 10,7 százalék), az örmény ortodoxok (2,9 százalék). A római katolikusok száma elenyésző (kb. 0,5 százalék).
Az iszlámot az azeri síita muszlimok (délkeleten), az Adzsariában élő grúz szunnita muszlimok, a láz nyelvű szunniták, valamint a török határ mentén a szunnita meszhéti törökök képviselik.
A szomszédos népekkel gyakori történelmi konfliktusok és a több felekezet együttélése ellenére Grúziában hagyományosan béke uralkodott a különböző vallásokhoz tartozók között és a vallási alapú diszkriminációnak nincs hagyománya az országban.

## Gazdaság

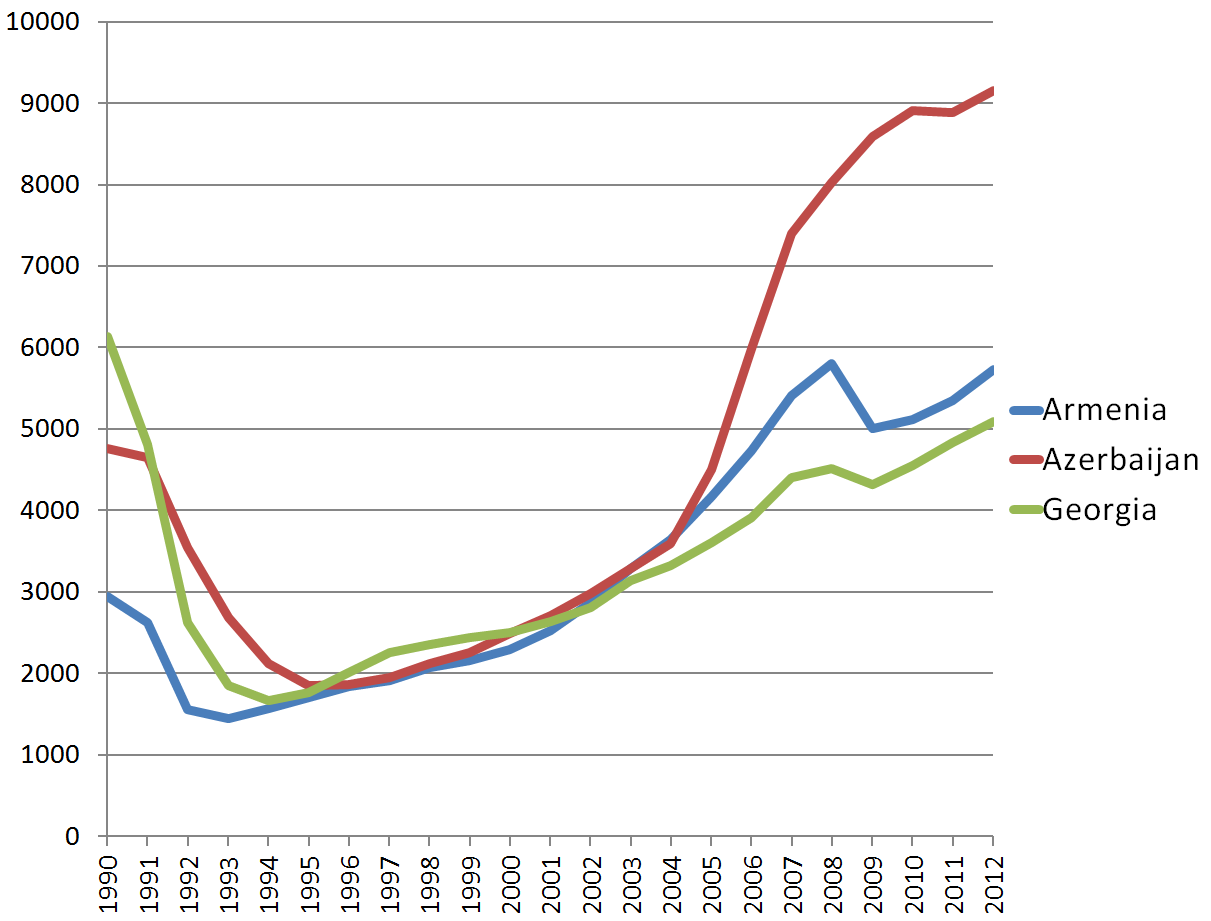
A GDP/fő (PPP) változása 1990-2012 között. Piros vonal= Azerbajdzsán, kék= Örményország, zöld= Grúzia

A gazdasága egy feltörekvő szabad piacgazdaság. 2014 óta Grúzia az Európai Unió szabadkereskedelmi övezetének tagja.

### Gazdasági ágazatok

#### Mezőgazdaság
Mezőgazdasága több ezer éves. Hagyományos terményei a tea, a szőlő, a mogyoró. Az abház és adzsár régiók fontos terményei a szubtrópusi gyümölcsök és a dohány.
Az ország középső részén főleg gyümölcsöt termesztenek.
Az állattenyésztésnek is ősi hagyományai vannak (juh, sertés, csirke, pulyka, ló, bivaly, kecske). A hegyi legelőkön és a folyóvölgyekben főleg juhot és szarvasmarhát tartanak. Kelet-Grúzia némely vidékén igen régi foglalkozás a selyemhernyó-tenyésztés.

#### Ipar
Iparát jelenleg a mangán- és rézérc bányászata, valamint az ital- és élelmiszer-ipar uralja. Az egyik legsúlyosabb probléma az energiahiány, mivel mindössze egyetlen számottevő vízerőműve van. A jövőben várható, hogy Grúzia a kőolajszállítás tranzitországává válik. Megkezdődött a Baku-Tbiliszi kőolajvezetékek építése, s így a Fekete-tengeren át új kőolaj-szállítási irányok alakulhatnak ki. Ez főként az USA és az Európai Unió érdeke, ugyanis a Nyugat-Európa területére irányuló kőolajszállítások viszonylatában elkerülhetővé válna Oroszország.
A fővárosnak fejlett kohászata, gépipara, textil-, élelmiszer-, elektrotechnikai és fafeldolgozó ipara van. Kutaiszi a Rioni partján épült város, ott, ahol a folyó kilép a termékeny Kolhidai-alföldre. A második ipari központ, a grúz acélipar fellegvára. Rusztavi, a főváros elővárosa kohászatáról és fémfeldolgozó iparáról nevezetes. Chinvali a Dél-Oszét Autonóm Tartomány fővárosa.

#### Külkereskedelem
Régiós szinten az EU az ország egyik legfontosabb kereskedelmi partnere, a 2010-es években az ország teljes kereskedelmi forgalmának több mint egynegyedét adja. Az EU-val kötött 2015-ös kereskedelmi paktumát követően a kétoldalú kereskedelem további növekedése jellemezte, míg a Független Államok Közösségével (FÁK) folytatott kereskedelme csökkent. Az ország legfontosabb kereskedelmi partnerei azonban a szomszédos országok, illetve ezek mellett még Kína és az USA.
- Exporttermékek: műszaki felszerelések és alkatrészek, vegyipari termékek, déligyümölcs, tea, bor.
- Importtermékek: üzemanyag, műszaki felszerelések és alkatrészek, közlekedési eszközök, ipari termékek, élelmiszer, gyógyszer.

Főbb kereskedelmi partnerek (2022):
- Export: Kína 11%, Azerbajdzsán 10%, Oroszország 9%, Örményország 8%, Bulgária 7%.
- Import: Törökország 17%, Oroszország 12%, Kína 8%, USA 8%, Németország 5%

## Közlekedés

Főútvonal az Aragvi völgyében, Tbiliszi közelében

Grúzia főbb útvonalai és fő települései

### Közút
Úthálózata a 2010-es években 1603 km főútvonalat és 18 821 km másodrendű és helyi útvonalat foglal magába. A főbb utak jó állapotúak, a másodlagos és helyi utak azonban rossz állapotban vannak.

### Légi közlekedés
Főbb nemzetközi forgalmú repülőterei:
- Tbiliszi nemzetközi repülőtér
- Építő Dávid Kutaiszi nemzetközi repülőtér
- Batumi nemzetközi repülőtér

### Vízi közlekedés
Fő kikötők: Batumi, Poti, Szuhumi, Szupsza, Kulevi (olajterminál). További: Anaklia (a 2010-es években építés alatt).

## Telekommunikáció
| Hívójel prefix | 4L |
| ITU zóna       | 29 |
| CQ zóna        | 21 |

## Kultúra

Gelati kolostora

### Oktatási rendszer
Minden 6–14 éves gyermek számára kötelező az iskolai részvétel. Az iskolarendszer elemi (hat év; 6–12 éves korosztály), alapfokú (három év; 12–15 éves korosztály) és középfokú (három év; 15–18 éves korosztály) vagy szakképzésre (két év) oszlik. Felsőoktatásba azok a hallgatók juthatnak, akik középiskolai bizonyítványt szereztek.

### Kulturális intézmények
Könyvtárak, múzeumok, színházak, zene és tánc intézményei.

#### Kulturális világörökség
Az UNESCO világörökség-listáján az alábbi grúziai helyszínek találhatók:
- Mcheta város templomai, múzeumai
- Bagrati katedrális és a Gelati kolostor
- Felső-Szvanéti hegyi falvai

### Művészetek

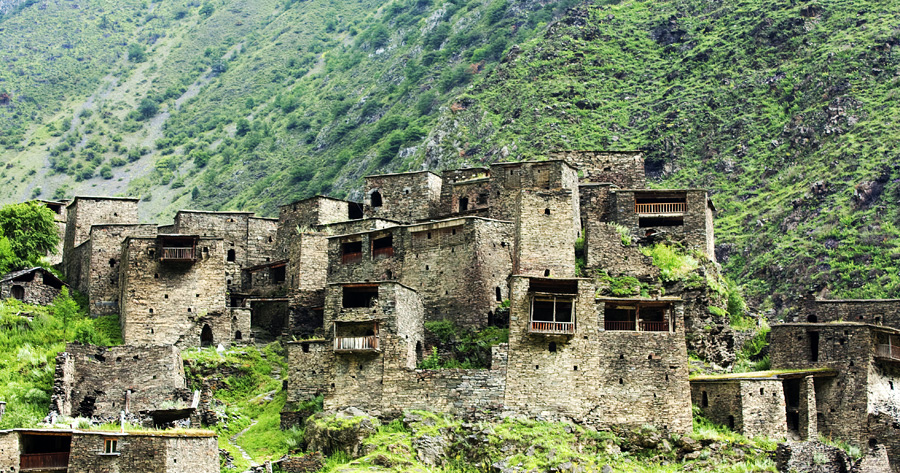
A Satili erődítmény házai

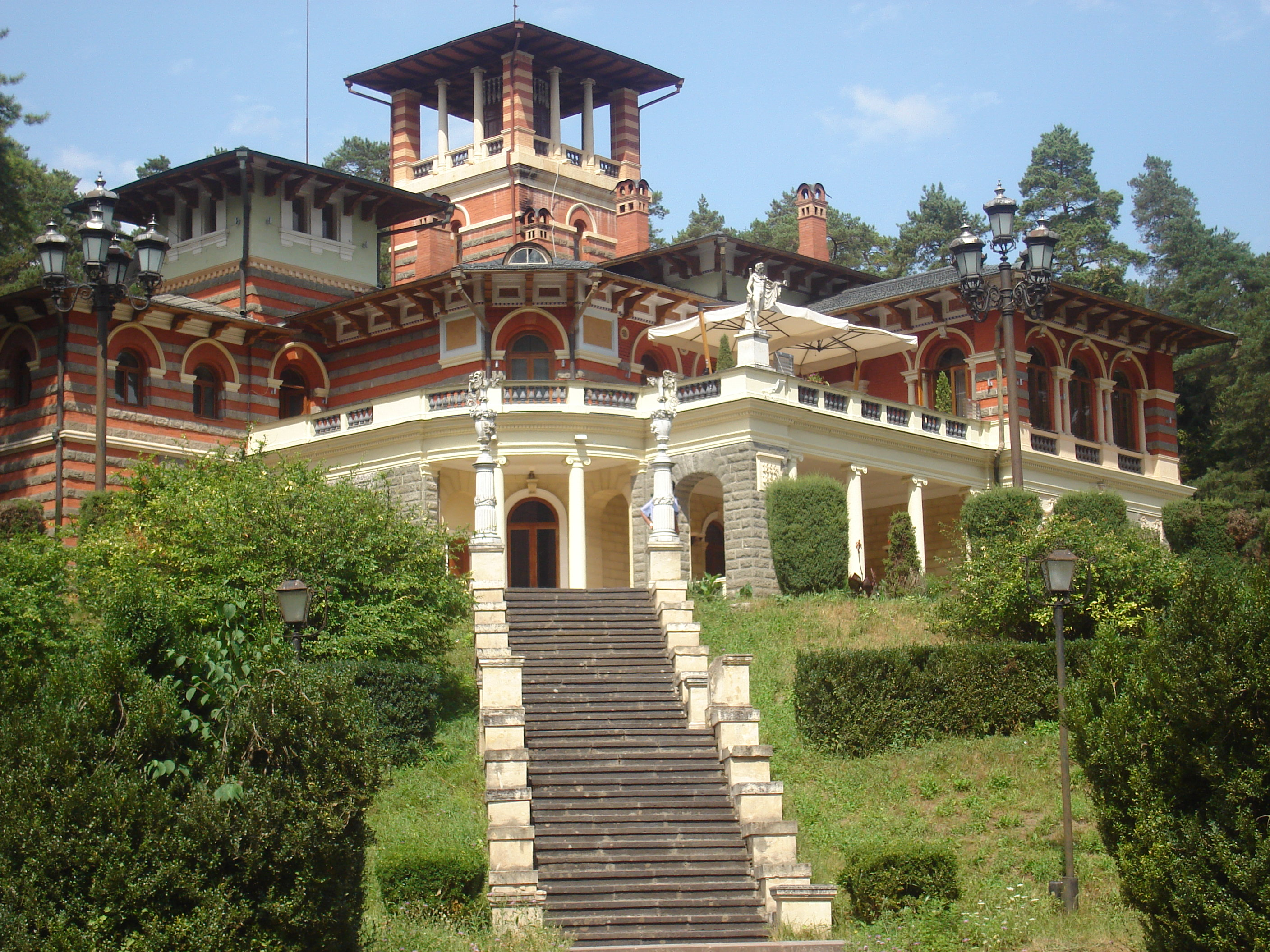
A Likani-palota az ország déli részén

#### Építészet
A grúz építészet legkorábbi emlékei az ásatások alapján a Kr. e. 5-4. évezredben keletkezett kör alakú, kőből épült és kúp alakú tetővel fedett lakóépületek, továbbá a Kr. e. 3–2. évezredből származó sírdombok. Előfordulnak még megalitikus építmények: óriáskövekből épített dolmenek, falakkal körülvett területek maradványai is. A Kr. e. 1. évezred második felében keletkezett kolkhiszi és ibériai rabszolgatartó királyságok idején – a görög kolóniák hatására – városok alakultak ki. Ezek emlékei a hellenisztikus világgal fennálló kapcsolatot igazolják.
Krisztus után a 4–5. században a kereszténység államvallássá lett, és szoros kapcsolat alakult ki a Földközi-tenger keresztény központjaival: Palesztinában grúz kolostorok keletkeztek, és Bizánccal is élénk volt az érintkezés egészen a török hódítás idejéig.
A grúz építészetben önálló, folyamatos fejlődésről csak a 4. századtól kezdve a 19. század elejéig terjedő időben beszélhetünk. Ennek a fejlődésnek négy szakaszát állapíthatjuk meg:
- Az első a 4. századtól a 7. század közepéig, az arab hódításig terjed. A grúz építészet első virágzása.
- A második időszak a 7. század végétől a 10. század közepéig – az arab uralom és a felszabadító harcok kora, az építészet átmeneti időszaka.
- A harmadik időszak – a 10. század végétől a 14. század elejéig – a feudalizmus kialakulásának, a politikai és kulturális virágzásnak idején az építészet új irányzatai véglegesen kialakulnak. Ez a második virágzás a mongol (tatár) betöréssel ér véget.
- Az utolsó, negyedik, a 14. századtól a 18. század végéig tartó korszakban, a tatár, az iráni és a török támadások ellenii szakadatlan függetlenségi harcok az építészet hanyatlását okozták.

Népi építkezés: A városi lakóházak építkezési módja a 11-12. századig vezethető vissza. A lakóépületek általában emeletesek. A földszint gazdasági célt szolgál. Az első emeleten találjuk a lakószobákat és az ebédlőt. Az emeleti balkon körülveszi a lakóházat, vagy legalábbis két oldalra nyúlik ki. A balkonok fából készülnek és faragásokkal gazdagon díszítettek, igen sok iszlám építészeti elemet találunk. 
A parasztházak vidéken változó formájúak. Kartli és Meszheti házai az ősi „darbazi” mintájára készültek. A házak piramis alakúak, felül egyetlen nyílással, amelyen át a tűzhely füstjét vezetik el. A házak fából épültek, a bejárati oldal és a darbazi homlokzata gazdagon díszített.
A szvanéti család otthona három részből áll: lakóépület, gazdasági udvar és az ún. védőbástya ("vérbosszútorony"). A bástya bejárata 5-6 méter magasan van a földtől, a teteje fedett, és minden irányban tüzelőállások biztosítják a védelmet. A védőbástyát a korabeli háborúk és a szvanét családok állandó ellenségeskedése miatt rendszeresítették.
A hevszur házak az ún. „kvitkirik” még katonásabbak: szabályos kis erődök. Szigorúan zárt, négyszögletes formájuk komor hangulatot ébreszt. Mind a szvanét, mind a hevszur házak kőből épültek.
Nyugat-Grúziában az „oda-szahli”-típus az uralkodó. Ezek az épületek emeletesek, itt is gazdasági célt szolgál a földszinti rész, de a konyha különálló épületben van, valamivel távolabb az udvaron. Az emelet beosztása: négy szoba (két kicsi és két nagy). Ezt az elrendezést és formát a nyugat-grúziai házak ma is követik; a szvanét és a hevszur házakat ma már természetesen nem erődöknek építik meg.

#### Képzőművészet
A régészeti ásatások Grúzia földjéből is művészi bronz és arany kisplasztikákat, ötvöstárgyakat hoztak felszínre. Ezek nagy része a tbiliszi Nemzeti és Szépművészeti Múzeumban látható.
A perzsa és görög források egyaránt említik a grúz földön talált „csodálatos agyagtárgyakat”, amelyek azonban napjainkra nem maradtak fenn.
A 4. század végéről származik a cromi mozaik, amely a korai kereszténység művészetének remek darabja és világviszonylatban is kiemelkedő mű. A mozaik címe: Krisztus trónol és békét oszt.
A kereszténység felvétele gyorsan elősegítette a művészetek fejlődését. A templomépítkezések főként a szobrászatra hatottak kedvezően. Bizonyos, hogy a 6. századtól kezdve szobrok ékesítették a templomokat. Az első ilyen emlékek Dzsvariból erdenek, ahol a keleti homlokzatot Kartli első uralkodóinak szobrai díszítik.
Az iráni (perzsa), majd az arab hódítás idején csökkent a képzőművészeti tevékenység. Újabb fellendülés csak a 9. században a függetlenség kivívása, illetve a grúz egyesülési folyamat befejeztével indult meg. A keresztény templomok és kolostorok egész sora létesült ekkor. A freskófestészet első emlékei I. David-Garedzsa sziklatemplomából származnak (8. század). A kialakuló freskófestészet témája egyházi-nemzeti jellegű, sokat ábrázolták Szent Ninát és Garedzsai Dávidot.
A 11–12. század fordulóján megváltozott a freskófestészet, stílusuk, színrendjük a bizánci művészethez közelített. A 12. század elején a Gelati kolostorban készült ún. Gelati mozaik világviszonylatban is páratlan műemlék.
A 12. sz. vége a festészetben is a fénykor. A képek fő témája Tamara királynő uralkodásának eseményei, a királynő és Építő Dávid ábrázolása. Ekkor készült Vardzia sziklatemplomának freskója, melynek másolata a tbiliszi Szépművészeti Múzeumban tekinthető meg. A kor művészetéhez hozzátartoznak még a kéziratokat díszítő festett képek, a miniatúrák.
A grúz fénykorban, a 10–13. században magas színvonalú az ötvösművészet és az égetett zománcművészet. A legrégebbi grúz zománcikon, a Hahuli Szűzanya-ikon művészi becsét az egész világon számon tartják (Tbiliszi Szépművészeti Múzeum).
A 14–18. században a grúz művészet megváltozik. A hatalmas mongol pusztítás és a háborúk után főleg a helyreállítás, a restaurálás folyik, de újakat is alkotnak. A freskófestészetben Zarzma, Szafara, Csule, Ubiszi, Hobi, Martvili templomainak képei ismertebbek.

#### Filmművészet
- Renny Harlin filmje: 5 nap háború (film a 2008-as grúz–orosz háborúról.
- Mészáros Péter: Grúzia, majdnem szeretlek (youtube-on; a film grúz oldal felől közelíti meg a Dél-Oszétiáért vívott háborúhoz vezető okokat, de korántsem Grúzia felé elfogultan).

#### Zene, tánc
A grúz zene első írásos emléke a Kr. e. 4. századból maradt fenn Xenophón görög hadvezér és történetíró tollából. A grúzok ősi dalai a vadászatról, a munkáról vagy épp egy hősről szóltak. Külön énekeik voltak lakodalmakra, ünnepekre.
A népzene mellett a Krisztus utáni 4. században, a kereszténység felvétele után kialakult az egyházi zene. A 9. században már oktatták is az egyházi énekeket. A zeneszerzők közül kiemelkedett a 10. századi Mikael Modrekili, aki főként egyházi himnuszokat komponált. A 11. században Gelati és Ikalto akadémiáin is művelték az egyházi zenét.
A grúz klasszikus zene legnagyobb alakja a 19. századi Zahara (Zacharia) Paliasvili, aki olyan csodálatos operákat szerzett, mint az Abeszalon és Eteri és a Daiszi.
A 20. század közepén a grúz balett nemzetközileg ismertté vált Vahtang Csabukiani vezetésével.
A 20. század végén a grúzok híres ének- és tánckara a Grúz Állami Népi Együttes és a Szuhisvili-Ramesvili táncegyüttes. A grúz népi együttesek munkáját pedig a grúz Filharmónia irányítja.

### Hagyományok

#### Szokások, illemtan
A grúzok vendégszerető és barátságos emberek. Az évszázadok és a multikulturális jelleg türelmessé tette őket más kultúrák és vallások iránt.
A kézfogás bevett üdvözlési forma, amit szóban Gamarjoba (გამარჯობა, „Hajrá!”) köszöntés kísér, ami az angol-amerikai Hello kifejezéssel egyenértékű. Üzleti környezetben családnevükön és titulusukkal szólítják meg partnereiket, keresztnevükön csak barátok és ismerősök szólítják egymást.
Az emberek sokat gesztikulálnak beszéd közben, hogy ezzel is hangsúlyozzák mondanivalójukat.
- Nőkkel és idősebb emberekkel találkozva meg kell várni, míg ők nyújtanak először kezet (akárcsak nálunk).
- Az ebéd tulajdonképpen egy második reggeli, amelyet délben költenek el. A vacsorát későn fogyasztják. Egyes hús- és halételeket kézzel esznek.
- A grúz házigazdák a vacsora elején hosszú pohárköszöntőt mondanak, amire valamilyen helyi borfajtát isznak. Ilyenkor a poharat fenékig kell üríteni. A legsajátosabb köszöntőkhöz a bort kanciból isszák (a kecske szarvából vagy szarvas agancsából faragással készült ivótülök), melyet kézről kézre adnak az asztal körül.
- Ha grúz otthonba kapunk meghívást, illik virággal vagy kisebb ajándékkal érkezni (akárcsak nálunk).
- Társalgás során érdemes kerülni a Grúzia viharos történelmével kapcsolatos témákat, különösképp a „véres vasárnap”-ot. Jó beszédtéma lehet a sport, a színház, a sakk, a kultúra, továbbá az ország történelmének dicső emlékei.

### Gasztronómia

#### Ételek
A grúz konyha számtalan olyan fűszert ismer, amelyet nálunk nem használnak, pl. a sajátos illatú szapranát (imereti sáfrányt). Szinte valamennyi fogásban van koriander (kinza). Jellemző még az – érett vagy éretlen – paradicsomszilvából ("fosóka") készített fűszeres/csípős szósz, a savanykás tkemali.
A grúzok rengeteg zöldfűszert, fűszerkeveréket használnak. Mindig előételekkel kezdik az evést, az asztalon petrezselyemzöld, retek, hagyma, tárkony, csípős ízű cicmata, továbbá paprika, paradicsom, uborka található. Előételek a sajtféleségek is. Sajátos grúz sajt a gudisz. Előétel a diós bab is. Ezt szemes babból vagy zöldbabból készítik és dióval ízesítik. Előétel még a híres hacsapuri, vagyis a grúz sajtos, túrós lepény. 
A levesek nem annyira népszerűek, csak orosz szokás nyomán terjedt el a buljon (húsleves), a borscs (cékla-káposztaleves), és a scsi (céklaleves). Grúz levesféleség a csihirtma, ez leginkább egy bő lére eresztett csirkepörkölthöz hasonló, de főzés közben kevés lisztet és tojást is kevernek hozzá. Valamint a harcso – paradicsomos marhaszegyleves.
Húst szeretnek enni, ebből készítik a főfogásokat. Körítést – burgonyát, rizst, párolt zöldséget – nem adnak hozzá, vagy csak igen keveset. Inkább egy-két falat kenyér pótolja az európai szokás szerinti körítést.
Népszerű a számtalan töltelékkel és ízesítéssel készített khinkali, a fűszeres darálthússal (vagy épp gombával) töltött, főtt tésztabatyu. A grúzok egyik legjellegzetesebb nemzeti eledelét (eredetileg hegyipászto-étel) hagyományosan evőeszközök nélkül, kézzel eszik.
Legkedveltebb nemzeti ételeik: a szacivi (dióscsirke), a grúz saslik, csahohbili (bő lére engedett csirkepörkölt), az adzsapszandál, amely a magyar lecsóhoz hasonló, csak vékonyra szelt és megsütött padlizsán az alapanyaga. 
A saslik ("rablóhús" nyárson) az egész Kaukázusban elterjedt étel. A grúzok bárányból készítik, nyílt parázson sütve. A nagyobb éttermekben disznóhúsból is kapható. Speciális sasliksütőn, hosszú, vékony fémpálcán (nyárson) tálalják, a húsdarabokat pedig a vendégnek kell villával lehúznia.
Kedveltek az édességek, aszalványok. A sütemények és torták nagy választékban kaphatók. Fogyasztják a szentjánoskenyeret, ezt kávé mellé adják.
A terített asztal szépségéhez hozzátartoznak a nagy gyümölcsöstálak is.

#### Italok
Grúzia legismertebb borai a nemzetközi borversenyeken is sok díjat nyert Cinandali és Colikauri. Nőknek a Kinzmarauli, Tvisi és Ateni ajánlható.
Hagyományos grúz ital a törkölypárlat – a csacsa. A "szőlővodka", a magyar törkölypálinka megfelelőjének alapanyaga legtöbbször a szőlő, de más gyümölcsből is készülhet. Színe halvány mézárnyalatú, aranysárgás, de leggyakrabban víztiszta. Legalább 6 hónapig, ritkábban évekig érlelik, olykor fahordóban; szeszfoka jellemzően 40–60 között mozog. Viszonylag későn, a 19. században terjedt el.
A grúz konyak szerte a világon kivívta előkelő helyezését. A legjobb márka belőle a Tbiliszi, ez 16–20 éves borpárlat.

## Turizmus

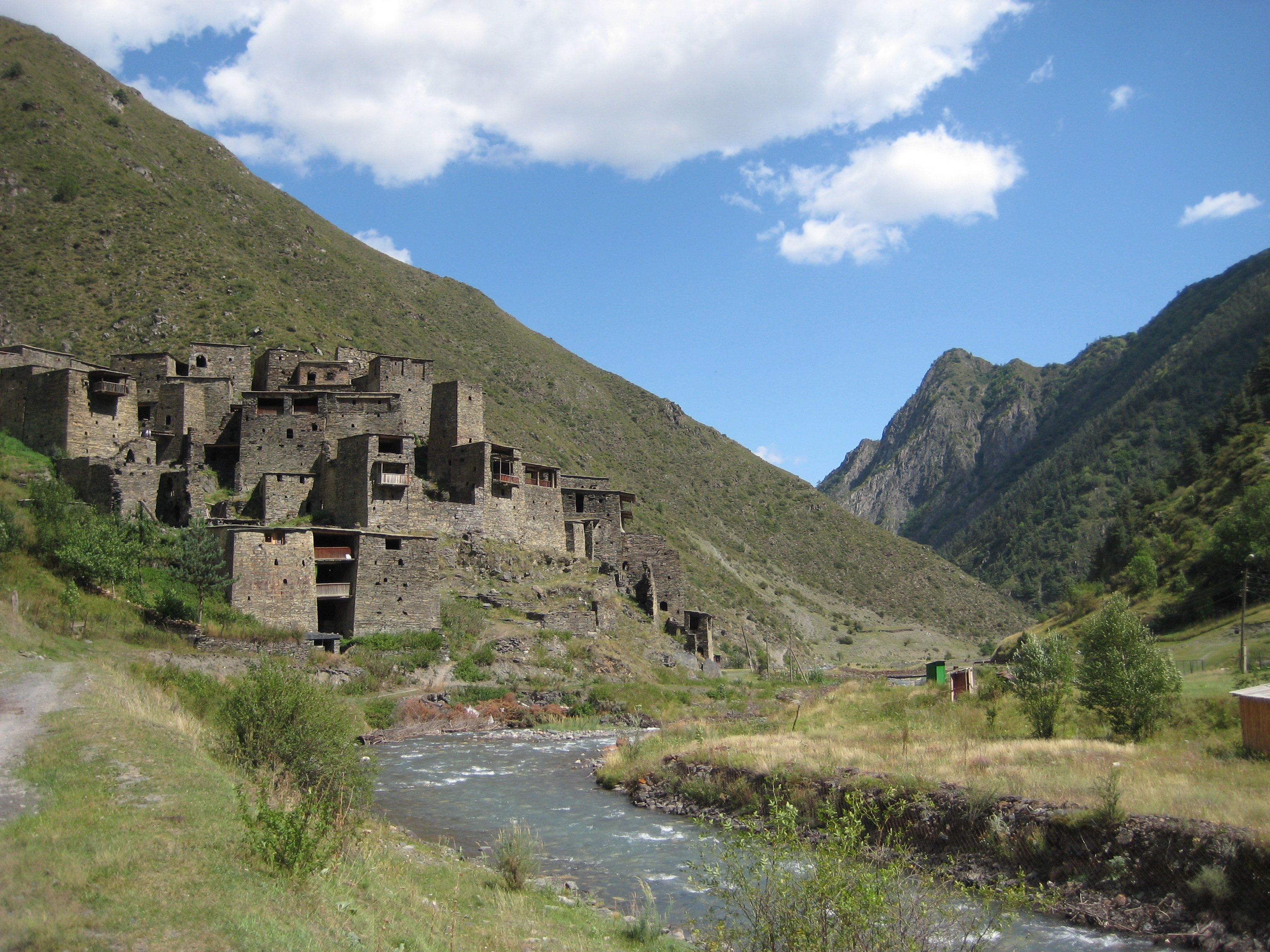
Középkori erődítmény-falu Shatilinál, a csecsenföldi határ közelében

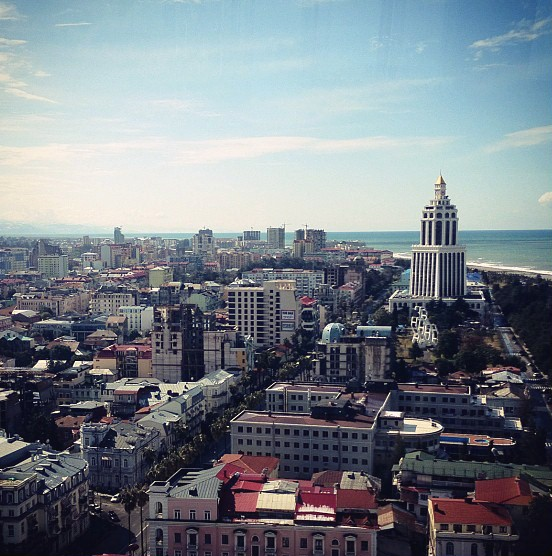
Batumi belvárosa

Grúzia fontos bevételi forrása a turizmus. Legfőbb súlypontja a rózsás forradalom és Adzsaria helyzetének rendezése óta a tengerparti üdülőváros, Batumi, ahol a 21. században jelentős fejlesztések mentek végbe, ma leginkább a grúzok és az örmények kedvelt kirándulóhelye, de sok orosz és török turista is jár ide.

### Főbb látnivalók
- Tbiliszi óvárosa
- Kutaiszi, Batumi
- A világörökség helyszínei
- Építészet: középkori épületek, erődfalvak, kolostorok, romok, a hagyományos népi építészet stb.
- Vardzia
- A Kaukázus vízesései, a Rica-tó, a Kazbek-hegy stb.[69]
- a szubtrópusi tengerpart
- az Új Athos-barlang Abháziában (saját földalatti vasúttal)[70]

## Sport

### Olimpia
Grúziának hat olimpiai bajnoka van. A legeredményesebb sportág a cselgáncs.

### Labdarúgás
Leghíresebb játékosai között találhatjuk az AC Milan ikonikus középhátvédjét, Kaha Kaladzét. A neves focisták közé tartozik a PSG-t erősítő Khvicha Kvaratskhelia is, aki alapembere volt a SSC Napoli 2022-ben megszerzett olasz bajnoki címének, emellett ő tartja Grúzia átigazolási rekordját 70 millió €-val.
A grúz labdarúgó-válogatott történelme során 2024-ben először jutott ki az Európa-bajnokságra ahol a nyolcaddöntőben távozott Spanyolország legjobbjai ellen.

### Egyéb
- a rögbi és a birkózás népszerű sportágak Grúziában

## Ünnepek
| dátum                                 | név                                                            | grúz név                                                                         | átírás                                                                             | megjegyzés                                                                           |
| ------------------------------------- | -------------------------------------------------------------- | -------------------------------------------------------------------------------- | ---------------------------------------------------------------------------------- | ------------------------------------------------------------------------------------ |
| Január 1.                             | Újév                                                           | ახალი წელი                                                                       | Akhali céli                                                                        |                                                                                      |
| Január 2.                             |                                                                | ბედობა                                                                           | Bedoba                                                                             |                                                                                      |
| Január 7.                             | ortodox karácsony                                              | ქრისტეშობა                                                                       | Kriszt'esoba                                                                       |                                                                                      |
| Január 19.                            | Jézus megkeresztelése                                          | ნათლისღება                                                                       | Natliszgeba                                                                        |                                                                                      |
| Március 3.                            | Anyák napja                                                    | დედის დღე                                                                        | Dedisz dge                                                                         |                                                                                      |
| Március 8.                            | Nemzetközi nőnap                                               | ქალთა საერთაშორისო დღე                                                           | Kalta szaertasorizo dge                                                            |                                                                                      |
| Április 9.                            | Nemzeti Egység Napja                                           | ეროვნული ერთიანობის დღე                                                          | Erovnuli ertianobisz dge                                                           | Az 1989. április 9-i tragédia megemlékezése                                          |
| változó (két héttel a gregorián után) | ortodox nagypéntek, nagyszombat, húsvétvasárnap és húsvéthétfő | სააღდგომო დღეები – წითელი პარასკევი, დიდი შაბათი, ბრწყინვალე აღდგომა და ორშაბათი | Szágdgomo dgébi – cíteli paraszkévi, didi sabati, brc'k'invale agdgoma da orsabati |                                                                                      |
| Május 9.                              | A fasizmus feletti győzelem napja, Európa-nap                  | ფაშიზმზე გამარჯვების დღე, ევროპის დღე                                            | Pásizmze gamarjvebisz dge, evropisz dge                                            |                                                                                      |
| Május 12.                             | Szent András-nap                                               | წმინდა მოციქულის ანდრია პირველწოდებულის საქართველოში შემოსვლის დღე               | C'minda mocikulisz andria kírvelcódebulisz szakartvelosi semoszvlisz dge           | András apostol napjának ünnepe, akire a grúz ortodox egyház alapítójaként tekintenek |
| Május 26.                             | Függetlenség Napja                                             | დამოუკიდებლობის დღე                                                              | Damouk'ideblobisz dge                                                              | 1918 máj. 26. évfordulója                                                            |
| Augusztus 28.                         | Nagyboldogasszony                                              | მარიამობა                                                                        | Mariamoba                                                                          |                                                                                      |
| Október 14.                           | Szvetickhoveli-székesegyház napja (Mckhetában)                 | სვეტიცხოვლობა                                                                    | Mckhetoba (Szvetickovloba)                                                         | Az első grúz keresztény egyház ünnepe                                                |
| November 23.                          | Szent György-nap                                               | გიორგობა                                                                         | Giorgoba                                                                           | Grúzia védőszentje                                                                   |